# История Фиджи
История Фиджи — события на территории современного Фиджи с момента начала расселения там людей и до сегодняшнего дня.

## Заселение островов

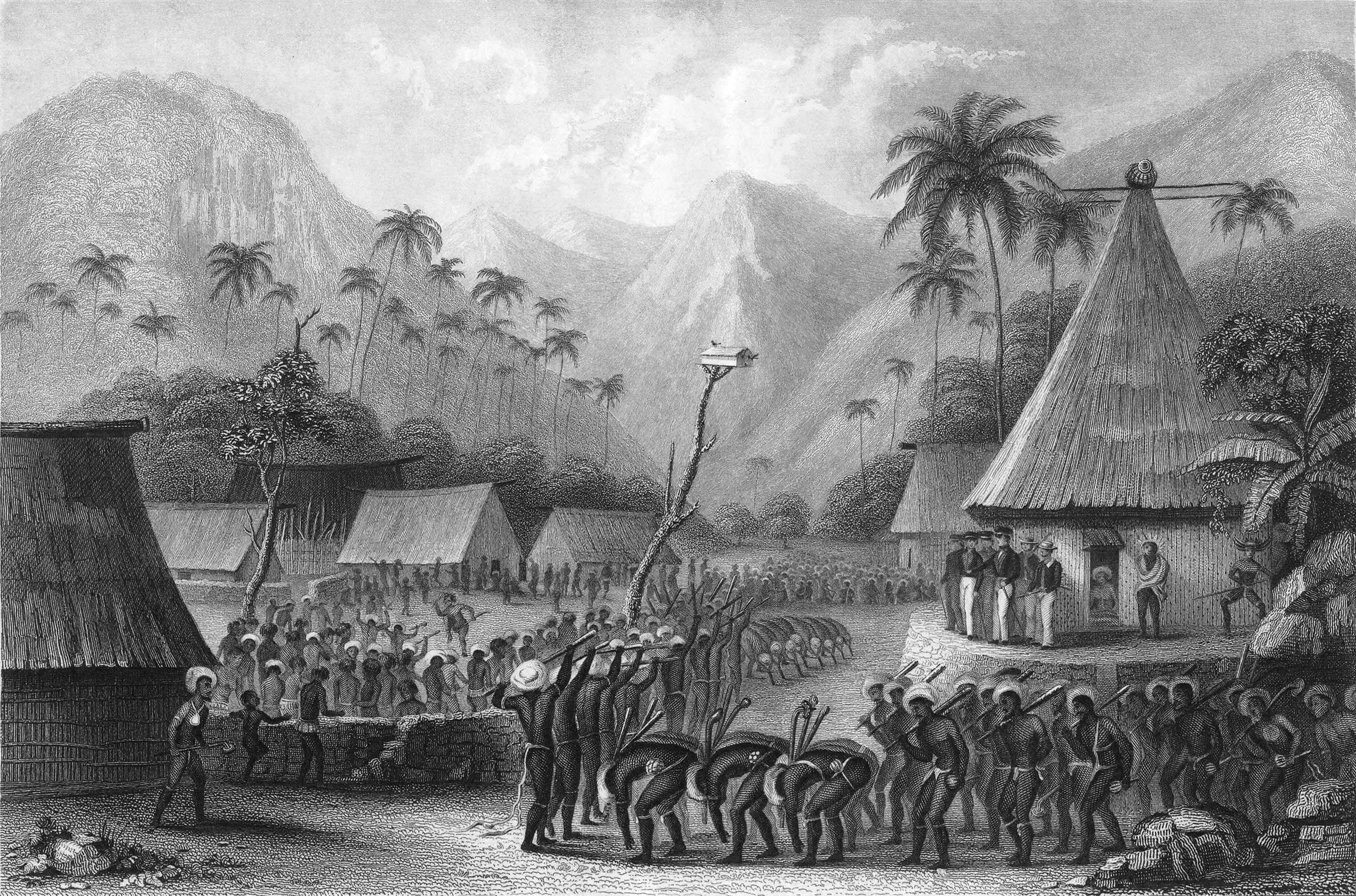
Танцы фиджийцев

Согласно фиджийской мифологии, островитяне произошли от общих богов-прародителей — Лутунасомбасомба и Нденгеи, которые приплыли на острова Фиджи в каноэ под названием «Каунитони». Самые же ранние археологические свидетельства пребывания человека на островах Фиджи датируются примерно 1300 годом до н. э. Это различные керамические изделия культуры лапита, которые были найдены на острове Ятуна и недалеко от поселения Натунуку в северо-восточной части Вити-Леву. Определённые сходства между гончарными изделиями периода Сингатока (1290—1100 годы до н. э.) и предметами культуры лапита привели к возникновению теории, согласно которой острова Фиджи (как и острова Тонга и Самоа) стали промежуточном пунктом при заселении полинезийских островов, расположенных к западу. Более поздние керамические традиции, например, Навату (100 год до н. э.—1100 год н. э.), Вунда (1100 — 1600 годы) и Ра (1600 — н. в.), свидетельствуют о том, что Фиджи, вероятно, также заселяли и выходцы с меланезийских островов Новой Каледонии и Вануату.
Таким образом, культура и островитяне архипелага подверглись влиянию как полинезийской, так и меланезийской культур. Поэтому по антропологическому типу и культуре фиджийцы занимают промежуточное место между меланезийцами и полинезийцами.

## Европейское исследование островов

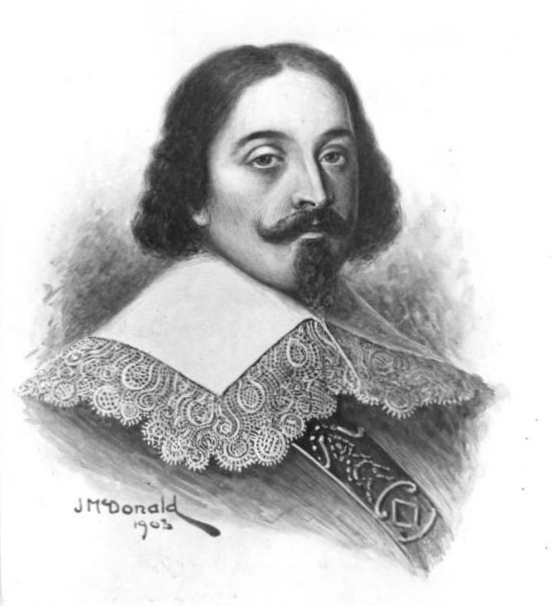
Абел Тасман — первооткрыватель островов Фиджи

Первым европейцем, открывшим для мира острова Фиджи, стал голландский путешественник Абель Тасман, который проплыл мимо них в 1643 году. Занимаясь поисками морского пути из Индийского океана в Чили, Тасман 5 февраля 1643 года открыл остров Нггеле-Леву, расположенный в северо-восточной части Фиджи. Однако плохая погода и мелководье помешали путешественнику высадиться на нём. Проплыв недалеко от рифа Нануку, Тасман открыл остров Тавеуни, а затем преодолел расстояние между островами Рингголд и восточной частью острова Вануа-Леву. Впоследствии путешественник назвал эти острова «островами Принца Уильяма» (нидерл. Prins Willems Eylanden).
В 1774 году мимо островов Лау, являющихся частью Фиджи, проплыл британский мореплаватель Джеймс Кук, который открыл остров Ватоа, расположенный в крайней юго-восточной части островной группы. Туземцы, увидев вдалеке лодки чужеземцев, испугались и спрятались в глубине острова. Поэтому Джеймс Кук ограничился тем, что оставил на берегу несколько железных изделий, в том числе нож, медали и гвозди. После этого путешественник покинул Ватоа и больше никогда не возвращался на острова Фиджи. Как известно, незадолго до этих событий Джеймс Кук узнал о существовании архипелага у фиджийцев, которых он встретил на островах Тонга. Вероятно, путешественник является первым европейцем, который назвал архипелаг «островами Фиджи» (искажённое тонганское произношение фиджийского названия «Вити»).
В 1789 году мимо островов в небольшом баркасе проплыл британский мореплаватель Уильям Блай, который незадолго до этого был вынужден покинуть свой корабль «Баунти» после вспыхнувшего на нём мятежа. Хотя было очевидно, что на здешних островах в изобилии присутствовала пресная вода и пища, Блай отказался высаживаться на них, помня о стычке с островитянами на Тофуа, в результате которой погиб один из моряков. Не имея огнестрельного оружия, мореплаватель решил продолжить плавание без какой-либо высадки на островах. Однако Блай стал первооткрывателем многих островов Фиджи, составив их подробную карту с указанием координат. Так, 4 мая 1789 года он открыл острова Янгасу-Леву и Моте, а затем нанёс на карту ещё 23 острова. Проплыв впоследствии через пролив, разъединяющий острова Вити-Леву и Вануа-Леву, Блай открыл также острова Ясава. В результате на протяжении длительного времени острова Фиджи носили его имя и назывались «островами Блая». Повторно мореплаватель проплыл через архипелаг Фиджи, открыв острова Онеата, Лакемба, Ятата и Кандаву, в 1792 году.
Первый подтверждённый контакт местных аборигенов с европейцами состоялся в августе 1791 года, когда остров Матуку посетил капитан шхуны «Резольюшен» Оливер. Путешественник, который незадолго до этого расстался с судном Эдварда Эдвардса, занимался поисками мятежного корабля «Баунти» и провёл на острове вместе со своей командой пять недель. Тем временем, Эдвардс открыл остров Ротума, прежде чем вновь встретиться с Оливером в Индонезии.
В 1827 и 1838 годах архипелаг был исследован французским мореплавателем Жюль-Сезаром Дюмон-Дюрвилем, а в 1840 году — американской экспедицией во главе с Чарльзом Уилксом. В ходе пребывания последнего на острове Малоло два члена экипажа, в том числе племянник Уилкса, были убиты местным населением. В качестве возмездия американский путешественник отдал приказ атаковать деревню Солеву. В результате было убито 74 островитянина, а деревни Яро и Солеву были уничтожены огнём.

## Доколониальная история

### Политическая ситуация и распространение христианства

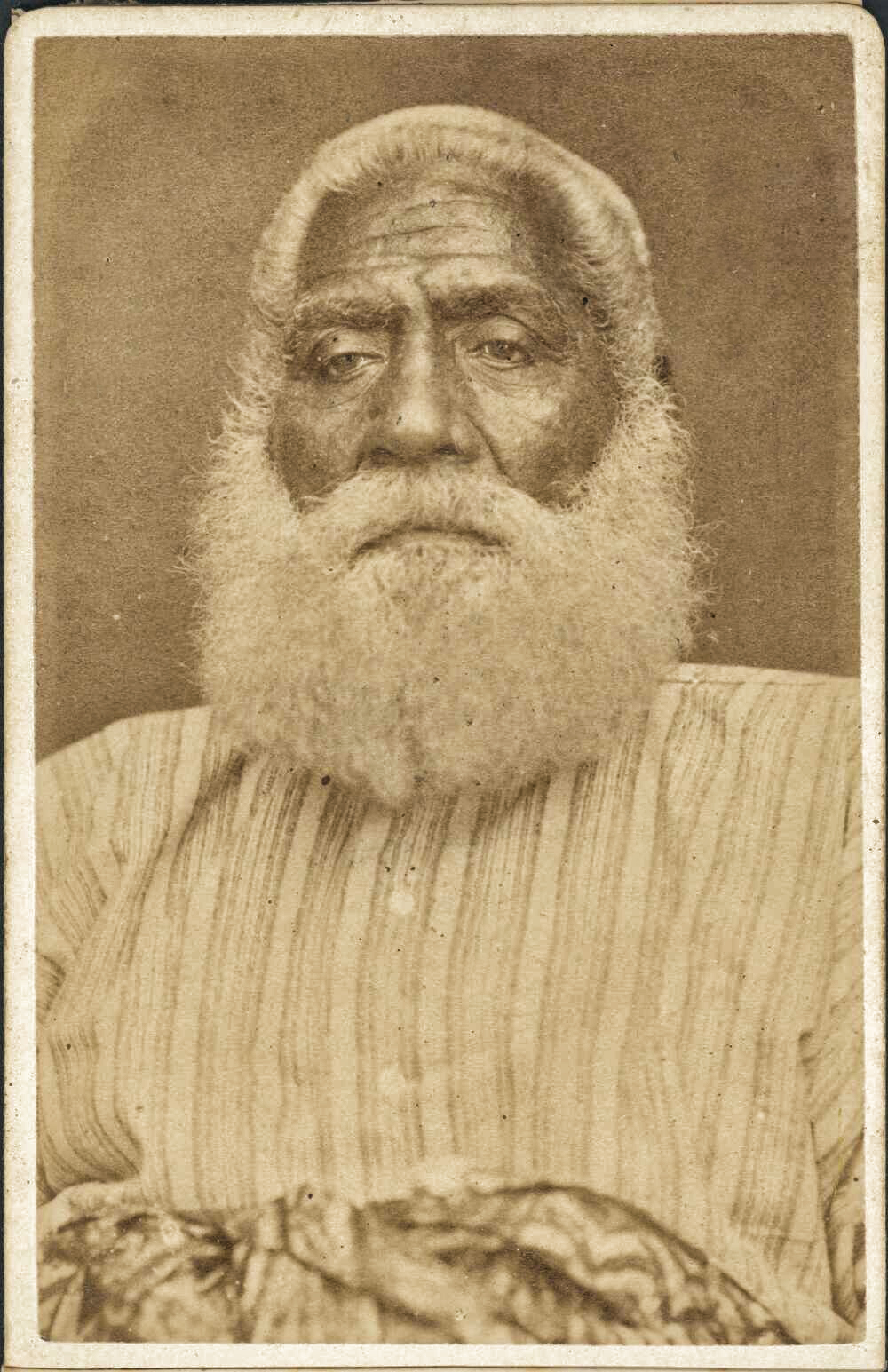
Такомбау

Первая половина XIX века была омрачена многочисленными конфликтами между местными вождями, контролировавшими отдельные острова архипелага. Королевство Мбау стремилось подчинить себе все острова, омываемые морем Коро; королевство Рева сохраняло свой контроль над восточной частью Вити-Леву; северные государства Мбуа и Матаута стремились сохранить свою независимость. Наибольшей воинственностью отличалось королевство Мбау. Посредством династических браков и военной силы рату Мбануве и его сыну рату Науливоу удалось подчинить контролю Мбау острова Ломаивичи, северные острова Лау, а также северную и восточную часть острова Вити-Леву. Острова же Вива и центральная и южная часть архипелага Лау были вынуждены платить вождям Мбау дань. Уже при племяннике рату Науливоу, рату Такомбау, королевство Мбау и его правители были самыми могущественными на островах Фиджи, а представители правящей династии провозгласили себя даже туи-вити (фидж. Tui Viti), то есть королями Фиджи.
На фоне политических междоусобиц на архипелаге частыми посетителями стали европейцы торговцы, которые в первую очередь интересовались сандаловым деревом, а также христианские миссионеры. В 1830 году на островах Фиджи высадились таитянские представители Лондонского миссионерского общества Хапе и Тафета. Не добившись официального приёма у вождя острова Лакемба, миссионерам удалось найти новых последователей на острове Онеата. В 1835 году по просьбе некоторых фиджийских вождей на Лакембе высадились представители уэслийских методистов с островов Тонга — Дэвид Каргилл и Уильям Кросс.
Длительное время местные жители, прежде всего фиджийская знать, не стремилась к приобщению к новым религиозным идеям. Вожди, в первую очередь, не хотели отказываться от полигамии, войн, а также различных подношений, которые делали им островитяне. Островитяне же боялись навлечь на себя гнев местных правителей. Наиболее успешной деятельность уэслийских миссионеров была в королевстве Рева, где в 1839 году был установлен первый на Фиджи печатный станок. Однако из-за конфликта между Рева и Мбау они в дальнейшем были вынуждены покинуть свою миссию. Только к 1845 году большая часть восточнофиджийских вождей была христианизирована. Верховный же вождь островов Лау, туи-найау (фидж. Tui Nayau), принял христианство и вовсе в 1849 году.
Успешное распространение христианских идей, а вместе с ним и тонганского влияния на востоке Фиджи, вызывало серьёзное недовольство у западнофиджийского верховного вождя Мбау, Такомбау, в подчинении которого находился и верховный вождь островов Лау. Тем не менее Такомбау, продолжавший придерживаться традиционных верований, не осмелился начать войну против вождя Лау, который пользовался покровительством тонганцев. Вместо этого был развязан конфликт с верховным вождём Рева. Однако авторитет вождя Мбау на фоне поражений его армии постепенно падал, и, в конце концов, в его королевстве вспыхнул мятеж. В 1853 году осаждённого Такомбау посетил тонганский монарх, который посоветовал ему принять христианство в обмен на помощь со стороны Королевства Тонга. В апреле 1854 года он последовал этому совету. В скором времени воины Рева пошли на заключение мира с вождём Мбау, хотя внутренний мятеж продолжался до февраля 1855 года, когда тонганские воины помогли Такомбау одержать окончательную победу над мятежниками в битве при Камбе.
После этой победы Такомбау восстановил свою власть над островами в западной части моря Коро. Тем не менее его авторитет на острове Вити-Леву оставался довольно шатким, а могущество тонганского вождя Энеле Маафу, который установил контроль над островами Лау, наоборот, росло (он, в том числе, пытался распространить своё влияние и на острова Вануа-Леву). На фоне всего этого Такомбау оказался в достаточно сложном положении. Кроме того, он столкнулся и с другими проблемами: ростом численности европейских поселенцев в регионе, а также так называемым «американским долгом».

### Европейские колонисты

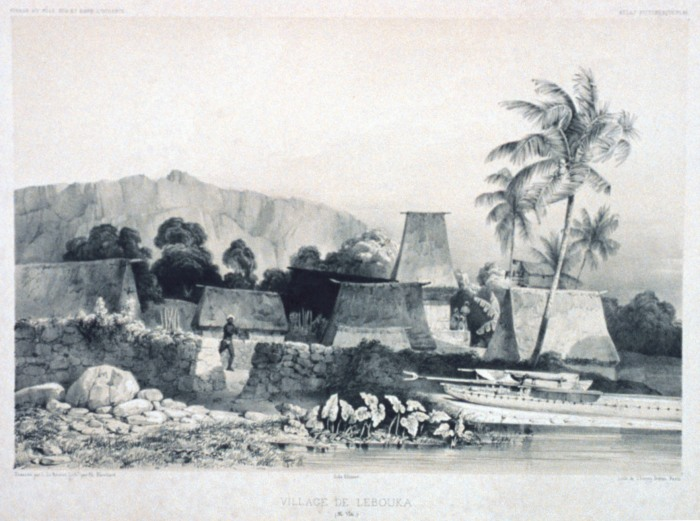
Левука (1842 год)

Процесс колонизации островов Фиджи начался в XIX веке, когда на архипелаге частыми гостями стали европейские торговцы, которых интересовали сантал и морские огурцы, которые пользовались широким спросом у китайцев и которые впоследствии обменивались на высоко ценимый в Европе чай. Пик вырубки санталового дерева, обнаруженного на Фиджи, пришёлся на 1808—1810 года и был сравним с «золотой лихорадкой». Однако уже к 1816 году запасы этого дерева на архипелаге почти сошли на нет. В результате торговцы переориентировались на морских огурцов, жемчуг, кокосовое масло и китовые зубы, торговля которыми процветала на протяжении 1830-х годов. Параллельно происходило налаживание контактов с островитянами, а также фиджийскими вождями, которые благодаря европейцам узнали, что такое огнестрельное оружие, порох и табак. В целом, отношения между чужеземцами и фиджийцами были относительно спокойными. Было даже несколько случаев, когда европейцы добивались уважения и авторитета со стороны местных правителей. Так, в апреле 1825 году на отдалённом острове Ватоа потерпело крушение китобойное судно «Оэно». Единственным выжившим оказался Уильям Кэри. В будущем он стал приёмным сыном короля Тока с острова Лакемба и принимал активное участие в различных конфликтах с другими враждебными вождями. Пользуясь большим авторитетом, он был также назначен американским вице-консулом.
С середины XIX века всё европейское население Фиджи стало концентрироваться в районе населённого пункта Левука на острове Овалау. Выкупая землю у фиджийских вождей, они организовывали обширные плантации, на которых выращивали хлопок и кокосовые пальмы для производства копры. Тем не менее их численность оставалась достаточно низкой. Так, в 1866 году на островах Фиджи проживало всего около 500 европейцев. Однако уже во второй половине XIX века их численность начала быстро расти. Вызвано это было, в первую очередь, ростом внимания к архипелагу со стороны европейских и американских торговцев, которых привлекало стратегическое положение островов. Ещё накануне строительства Панамского канала предполагалось, что острова Фиджи станут промежуточным пунктом для многих кораблей, следовавших в Австралию через Тихий океан. В результате, такие страны как США, Великобритания и Франция подписали отдельные соглашения с фиджийскими вождями, а первые два государства даже послали на архипелаг своих консулов.

### Проблема «американского долга» и идея британского покровительства
Куда более серьёзной казалась проблема «американского долга». В 1846 году на Фиджи высадился и обосновался американский консул (официально был коммерческим агентом) Джон Браун Уильямс. Практически сразу же он обвинил Такомбау в грабеже и поджоге американского судна «Элизабет». В 1849 году сгорел и его дом (правда, по собственной глупости и неосторожности во время празднования Дня независимости США). В июле 1851 года Уильямс официально потребовал у Такомбау выплаты компенсации в размере $5000 за свой сгоревший дом и от имени владельцев судна «Элизабет». К 1855 году денежные претензии различных американских граждан к фиджийским вождям достигли размера в $43 686, из которых претензии Уильямса составляли $18 331. Впоследствии командир американского корабля «Джон Адамс» потребовал у Такомбау, который был принят американской стороной за короля всего Фиджи, а значит должен был нести обязательства по всем долгам, выплаты этих компенсаций. Такомбау незамедлительно попытался опротестовать эти требования у американского консула в Сиднее, однако безуспешно. В 1858 году требования о выплатах поступили уже от другого американского капитана судна «Вандалия». В этой ситуации Такомбау был вынужден обратиться за помощью британского консула Уильяма Томаса Притчарда, предложив условную цессию островов Фиджи Британской империей. Однако Такомбау сопроводил это предложение некоторыми условиями: во-первых, Британия должна была выплатить фиджийский долг американской стороне, за что получила бы 200 тысяч акров земли на островах Фиджи, во-вторых, британская сторона должна была подтвердить титул Такомбау в качестве «короля Фиджи».
В ходе обдумывания данного предложения правительством Британской империи консул страны на Фиджи совершил визит в Лондон, в ходе которого пытался убедить руководство в необходимости цессии. Спустя год правительство назначило на острова Фиджи специального уполномоченного, который должен был оценить последствия подчинения Британской империей архипелага. В свою заключительном докладе он выступил против цессии, с чем и согласилось британское правительство, отклонив в 1862 году предложение Такомбау. Однако в отчёте были также обозначены положительные последствия от аннексии Фиджи. Во-первых, подчёркивалось выгодное географическое положение архипелага, занимающего промежуточное положение между Панамой и Сиднеем в Австралии. Во-вторых, на архипелаге имелись прекрасные перспективы для развития плантационного хозяйства по выращиванию хлопка. В-третьих, присоединение Фиджи повысило бы авторитет Британской империи и способствовало бы укреплению безопасности в тихоокеанском регионе.
В 1865 году по инициативе нового британского консула Джонса и миссионеров была сформирована конфедерация фиджийских государств во главе с местными вождями, которая стала попыткой ввести на архипелаге централизованное правительство при сохранении самоуправления на местном уровне. Однако данный эксперимент потерпел неудачу: в 1867 году из конфедерации вышли острова, находившиеся под контролем Маафу, который посчитал, что новый режим ограничивает его власть без предоставления какой-либо компенсации. В качестве альтернативы Маафу создал конфедерацию северных и восточных островов Фиджи. Тем не менее центральное правительство конфедерации продолжало существовать. В его главе номинально оставался Такомбау, при этом эффективность государственного управления находилась под большим вопросом. Формально принимались различные законы в интересах европейских поселенцев, которые облегчали им доступ к земле и её последующую эксплуатацию. Оставалась нерешённой и проблема «американского долга». В этой ситуации в 1867 году Такомбау пошёл на заключение сделки с «Полинезийской компанией». Согласно ей, компания выплачивала США долг Фиджи, а Фиджи в обмен предоставляло компании 200 тысяч акров земли на архипелаге. Вскоре после этого на острова хлынул поток европейцев, которые обустраивали крупные плантации, прежде всего хлопка, цены на который резко возросли в ходе Гражданской войны в США. После того, как цены на хлопок упали, местные колонисты переключились на производство копры и плантации кокосовой пальмы. В период же с 1864 по 1869 год на острова Фиджи было завезено около 2 тысяч выходцев с островов Вануату, Кирибати, Тувалу и Соломоновых. Такомбау, в свою очередь, отменил действие Конституции 1867 года и объявил о создании нового правительства. Маафу же убедили объявить о своей номинальной лояльности новому руководству.
В 1869 году на Фиджи была предпринята попытка передать острова под защиту США. Специально в этих целях была составлена петиция к американскому правительству, подготовленная «белым» населением архипелага и впоследствии поддержанная Такомбау и американским консулом Фиджи. Однако это предложение было отклонено американской стороной. Такая же безуспешная попытка была предпринята и немецкими колонистами, обратившимися к своему германскому правительству.

### Британская аннексия островов Фиджи
В 1871 году около 3 тысяч европейцев, проживавших на архипелаге, признали в лице Такомбау короля всех островов Фиджи. В результате вновь было сформировано новое правительство, ключевые позиции в котором заняли представители европейских поселенцев. Был сформирован и законодательный совет. Но политическая ситуация в стране от этого не стала лучше: острова Фиджи находились на грани банкротства, страну потрясали многочисленные конфликты на расовой почве, которые возникли с ростом численности иностранной рабочей силы.
На фоне политической нестабильности Такомбау и совет вождей приняли решение об обращении за помощью к британскому правительству. Ещё в июне 1873 года британская Палата общин выступила с инициативой или захвата островов Фиджи, или установления над ними протектората. Впоследствии на архипелаг были отправлены британские уполномоченные, которые должны были подготовить доклад о политической ситуации на далёких островах в Тихом океане. Доклад был представлен британскому парламенту в июне 1874 года. В нём говорилось о необходимости превращения Фиджи в коронную колонию. Новый министр колоний в правительстве Бенджамина Дизраэли, Генри Герберт Карнарвон, поддержал заключение британских уполномоченных. Уже в сентябре 1874 года на острова Фиджи был направлен губернатор Нового Южного Уэльса, который должен был провести переговоры об окончательных условиях цессии. 10 октября 1874 года король Такомбау и ещё одиннадцать вождей, в том числе Маафу, подписали Акт о цессии архипелага. Было сформировано переходное правительство, в обязанности которого входило управление островами до прибытия на Фиджи губернатора и официального провозглашения о создании колонии. Это событие произошло уже 1 сентября 1875 года, когда на архипелаг прибыл первый губернатор Фиджи — сэр Артур Гамильтон Гордон.
Таким образом, присоединение островов к Британской империи было продиктовано не только желанием фиджийских вождей разрешить внутренние политические проблемы, но и стремлением британского правительства защитить на архипелаге собственные финансовые интересы, а также достичь стратегических преимуществ перед другими колониальными державами в Тихом океане. Кроме того, белое население было заинтересовано в защите своих коммерческих интересов и в тех привилегиях и льготах, которые существовали для европейских колонистов в других частях огромной империи.

## Колониальный период

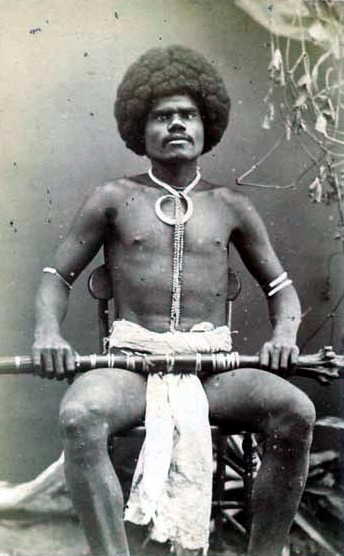
Фиджийский воин с украшенной вакой.

Первые годы нахождения на своём посту Гордона были омрачены несколькими неприятными событиями. Первой из них стала эпидемия кори, разразившаяся на архипелаге после визита Такомбау и его сыновей в Сидней. В ходе неё погибло до четверти фиджийского населения. Второй проблемой стало подавление мятежей среди жителей горной местности острова Вити-Леву. Тем не менее Гордон показал себя умелым управленцем, который ввёл на островах так называемую систему косвенного управления: хотя модель колониализма, существовавшая на Фиджи все последующие годы, была схожа с той, что действовала в других британских владениях (усмирение жителей сельских районов, распространение плантационного сельского хозяйства), были сохранены многие традиционные институты, в том числе система общинной земельной собственности. Кроме того, была полностью запрещена продажа фиджийской земли (законными были признаны только покупки земли, осуществлённые европейцами до подписании Акта о цессии).
С целью оживления экономики Фиджи, а также ввиду острого дефицита трудовых ресурсов на фоне быстрого развития местных плантаций сахарного тростника (Гордон выступал категорически против привлечения фиджийского населения для работы на плантациях) в 1870-х годах начался завоз на архипелаг индийского населения. В результате в период с 1879 по 1916 год на Фиджи были завезены около 60 тысяч жителей Индии. Подавляющее большинство индийских эмигрантов были выходцами из штатов Бихар, Уттар-Прадеш и города Мадрас (современный Ченнай). После истечения второго пятилетнего трудового контракта индийскому населению разрешалось вернуться обратно на родину, однако более половины эмигрантов решило остаться на Фиджи.
В 1904 году в колонии был сформирован Законодательный совет. В него вошли шесть европейцев и два фиджийца, избранных Советом старейшин. Индийское население Фиджи не получило в органе своего представительства, поэтому вскоре на архипелаге были организованы забастовки индийских рабочих. Это привело к тому, что в 1920 году в колонии была полностью отменена контрактная трудовая система. Начиная с этого года, индийцы селились на архипелаге уже в основном в качестве самостоятельных фермеров.
В годы Первой мировой войны коренное фиджийское население практически не принимало участие в боевых действиях, так как любые инициативы со стороны фиджийцев отклонялись британским колониальным правительством, которое доверяло им только управление шлюпками и разгрузку судов. В то же время в боевых действиях приняло участие 788 европейцев, проживавших на архипелаге. В годы Второй мировой войны количество выходцев с островов Фиджи, принявших участие в боевых действиях, достигло 10 тысяч человек. Коренные фиджийцы воевали в первую очередь в джунглях Соломоновых островов и Малайского полуострова. Кроме того, США и союзные страны развернули на территории Фиджи военные установки, правда, сам архипелаг никогда не подвергался воздушному и наземному нападению.
К середине 1940-х годов индийское население Фиджи превысило население коренных фиджийцев. Фиджи-индийцы добивались большого успеха, прежде всего, в сфере экономики, культуры и образования. При этом их участие в политической жизни колонии было крайне ограниченным. В 1963 году женщинам и этническим фиджийцам были предоставлены избирательные права. Одновременно была проведена и реформа Законодательного совета, состав которого расширялся: теперь в нём были представлены четыре этнических фиджийца, четыре фиджи-индийца и четыре европейца.

## Период независимости
В апреле 1970 года на конституционной конференции в Лондоне было принято решение о предоставлении Фиджи полного суверенитета и независимости в рамках Содружества. 10 октября 1970 года Фиджи провозгласила о своей независимости.
Постколониальный период был отмечен доминированием в политической жизни Партии альянса во главе с рату Камисесе Мара. В 1977 году в парламенте страны большинство мест получила оппозиция, представлявшая интересы индийского населения, однако ей не удалось сформировать правительство из-за опасений, что коренное фиджийское население не признает лидерства фиджи-индийцев. В апреле 1987 года коалиция во главе с этническим фиджийцем Тимоти Мбавандра (фидж. Timoci Bavadra), которого поддерживало индийское сообщество Фиджи, одержал победу на всеобщих выборах и сформировал первое правительство, в котором большинство мест было отдано представителям фиджи-индийцев. Однако уже 14 мая 1987 года Мбавандра, который занял пост премьер-министра, был насильственно смещён с поста в результате военного переворота во главе с полковником Ситивени Рамбука.
После безрезультатных переговоров 25 сентября 1987 года Рамбука устроил второй государственный переворот. Военное правительство отменило Конституцию 1970 года и 10 октября объявило Фиджи республикой. После протестов со стороны Индии Фиджи была исключена из Содружества наций, а режим Рабука был признан неконституционным многими иностранными государствами, в том числе Австралией и Новой Зеландией. 6 декабря 1987 года Рамбука ушёл с поста главы государства и первым президентом Республики Фиджи был назначен генерал-губернатор Пенаиа Нганилау. Переходное же правительство, которое руководило страной с декабря 1987 по 1992 год, возглавил Мара, который вновь был назначен премьер-министром. Рамбука стал министром внутренних дел.
Новое правительство разработало новую конституцию, вступившую в силу в июле 1990 года. Согласно её положениям, большинство мест в двухпалатном парламенте страны было зарезервировано за этническими фиджийцами. Ранее, в 1989 году, правительство опубликовало статистическую информацию, согласно которой впервые с 1946 года этнические фиджийцы составили большинство населения республики. Более 12 тысяч индийцев, которые ранее проживали в стране, в течение двух лет после переворота 1987 года покинули Фиджи.
В 1993 году согласно новой конституции были проведены новые парламентские выборы, по результатам которых премьер-министром стал Рамбука. 1995 и 1996 годы были ознаменованы нарастанием политической напряжённости в стране. Комиссия по пересмотру конституции рекомендовала принять новый вариант высшего юридического документа страны. Поправки предполагали расширение количества депутатов в парламенте страны, снижение доли мест, зарезервированных за этническими группами, предоставление Совету вождей права назначать президента и вице-президента, а также сделать доступным пост премьер-министра для представителей всех этнических групп, проживавших на Фиджи. Все эти предложения получили поддержку со стороны премьер-министра Рабука и президента Мара, однако националистически настроенные партии фиджийцев выступали категорически против новой конституции. Тем не менее поправки в конституцию Фиджи получили единогласную поддержку на голосовании в парламенте в июне 1997 года. Согласно новой конституции, в стране сформировалось многопартийное правительство, представителя в который имели право делегировать партии, чьи представители имели в парламенте Фиджи не менее 10 % от общего числа парламентских мест. Фиджи вновь была принята в Содружество наций.
Первые парламентские выборы на основе новой конституции страны, состоялись в мае 1999 года. На них коалиция Рамбука потерпела поражение от Лейбористской партии Фиджи, которая сформировала коалицию во главе с Махендра Чаудри с двумя небольшими фиджийскими партиями. Чодри стал первым премьер-министром страны фиджи-индийского происхождения. В мае 2000 года Чодри и большинство членов парламента оказались в плену в здании Палаты представителей. Захват организовал фиджийский националист Джордж Спейт. Одним из его требований было принятие новой конституции, в которой бы за фиджийцами закреплялось бы исключительное право на занятие должностей премьер-министра и президента. Безвыходное положение сохранялось в течение восьми недель, в течение которых в стране происходили крупные волнения, в ходе которых были организованы нападения на этнических индийцев, а доходы от туризма упали на 41 %. В конце концов, было принято решение назначить на место Чондри президента Мара в связи с невозможностью первого исполнять свои обязанности в плену. Военные Республики Фиджи, в свою очередь, отменили конституцию, вынудили президента Мара уйти в отставку и добились успеха в переговорах с захватчиками членов парламента. Впоследствии Спейт был арестован. В феврале 2002 года Спейт был обвинён в государственной измене и приговорён к пожизненному заключению.
4 июля 2000 года по настоянию главы временного военного правительства Фрэнк Мбаинимарама и Большой Совет вождей назначили бывшего банкира Лаисениа Нгарасе временным премьер-министром и главой временной гражданской администрации; 13 июля вице-президент Рату Хосефа Илоило ими же был избран президентом Фиджи. В марте 2001 года Апелляционный суд Фиджи подтвердил законность конституции страны и приказал президенту вновь созвать избранный парламент. Однако президент распустил парламент, избранный в 2000 году и назначил Нгарасе главной временного правительство, чтобы подготовиться к всеобщим выборам в стране, которые состоялись в августе. На них победу одержала Партия единой Фиджи, созданная накануне Нгарасе, однако партия отказалась приглашать в правительство представителей Лейбористской партии, как того требовала конституция страны. В мае 2006 года Партия единой Фиджи вновь была переизбрана в парламент страны, набрав в нём большинство. Нгарасе сохранил за собой пост премьер-министра и сформировал многопартийный кабинет, в который также были приглашены девять представителей от Лейбористской партии.
Накануне парламентских выборов мая 2006 года, а также в начале сентября возросли противоречия между главнокомандующим фиджийскими вооружёнными силами Фрэнком Мбаинимарама и правительством Нгарасе. Мбаинимарама требовал от правительства Нгарасе не принимать отдельные законы. 5 декабря 2006 года в результате военного переворота Мбаинимарама взял под свой контроль исполнительную власть на Фиджи, сместил избранного премьер-министра Нгарасе и распустил парламент. 4 января 2007 года Мбаинимарама восстановил на посту президента Илоило, который заявил, что военный переворот был оправданным действием и пообещал амнистию. На следующий день Илоило назначил Мбаинимарама временным премьер-министром, который вскоре сформировал переходное правительство, в состав которого вошли, среди прочего, бывший премьер-министр Фиджи Чондри и бывшие командующие фиджийскими вооружёнными силами Эпели Нганилау (фидж. Epeli Ganilau) и Эпели Наилатикау (фидж. Epeli Nailatikau). 15 января 2007 года президент Илоило издал декрет об амнистии Мбаинимарама, состава вооружённых сил Фиджи и всех лиц, участвовавших в военном перевороте.
Переворот 2006 года вызвал широкое осуждение со стороны региональных партнёров Фиджи, в том числе со стороны Австралии, Новой Зеландии, США и ЕС. В апреле 2007 года переходное правительство распустило совет вождей, после того как он отказался одобрять выдвинутую временным правительством кандидатуру вице-президента. В октябре 2008 года Высокий суд Фиджи признал указ президента Илоило о назначении Мбаинимарама премьер-министром и об амнистии лиц, участвовавших в военном перевороте, неконституционным. 9 апреля 2009 года Апелляционный суд страны также постановил о незаконности переворота 2006 года. На следующий день Илоило отменил конституцию Фиджи и сместил с должностей всех лиц, назначенных согласно ей, в том числе всех судей и главу Резервного банка. Затем он переназначил Мбаинимарама в качестве премьер-министра согласно «новому порядку» и ввёл в действие закон о чрезвычайном положении на Фиджи, который позволил ему подвергнуть цензуре местную прессу.